# Comté de Tripoli
Pour les articles homonymes, voir Tripoli.
1102–1289
Entités précédentes :
- Empire seldjoukide

Entités suivantes :
- Mamelouks

Le comté de Tripoli (comté de Tortose jusqu'en 1109) était l'un des États latins d'Orient fondés à la faveur de la première croisade. Il était situé sur le territoire de l'actuel Liban - au centre de la carte ci-contre et subsista de 1102 à 1289.

## Histoire
Ce n'est que plusieurs années après la constitution des autres États latins d'Orient que fut créé ce comté. Raymond de Saint-Gilles se tailla une principauté à partir de la forteresse de Tortose, dont il s'empara en 1102. Il échoua devant Homs dans l'arrière pays, sur le cours de l'Oronte, citadelle stratégique pour la survie de son État. Il mit le siège devant Tripoli en 1102, mais la ville résista plusieurs années, ravitaillée par mer par les Égyptiens. À sa mort en 1105, son cousin Guillaume Jourdain lui succéda. Le siège n'était pas encore terminé qu'arriva d'Europe Bertrand, le fils de Raymond de Saint-Gilles contestant à Guillaume la possession du comté. Baudouin Ier, roi de Jérusalem, vint avec toute son armée arbitrer le litige. Ces renforts permirent la prise de la ville (12 juillet 1109). Baudouin Ier résolut la succession de Tripoli en partageant le comté en deux, mais l'assassinat de Guillaume en 1110 permit à Bertrand de réunifier le comté. 
Ses descendants dirigèrent le comté jusqu'en 1187, et le comté passa alors aux princes d'Antioche.
La population franque du comté était principalement constituée de Croisés originaires d'Occitanie et d'Italie. Des États latins d'Orient, c'était le seul où l'on parlait la langue d'oc, contrairement aux autres qui parlaient la langue d'oïl, aussi la domination des Normands d'Antioche fut mal acceptée. 
Le XIIIe siècle, parsemé d'intrigues, de révoltes et d'assassinat, vit le seigneur de Gibelet injurier son suzerain aux portes de Tripoli. La dernière comtesse, Lucie fut déposée en 1288 et Tripoli devint une commune autonome sous le protectorat de Gênes. Les Francs étaient beaucoup plus préoccupés de leurs querelles internes que de la progression des Mamelouks. 
Ceci leur permit de mettre le siège devant la ville en février 1289, qui fut prise le 27 avril 1289 ; la population fut massacrée.

## Institutions

### Organisation féodale

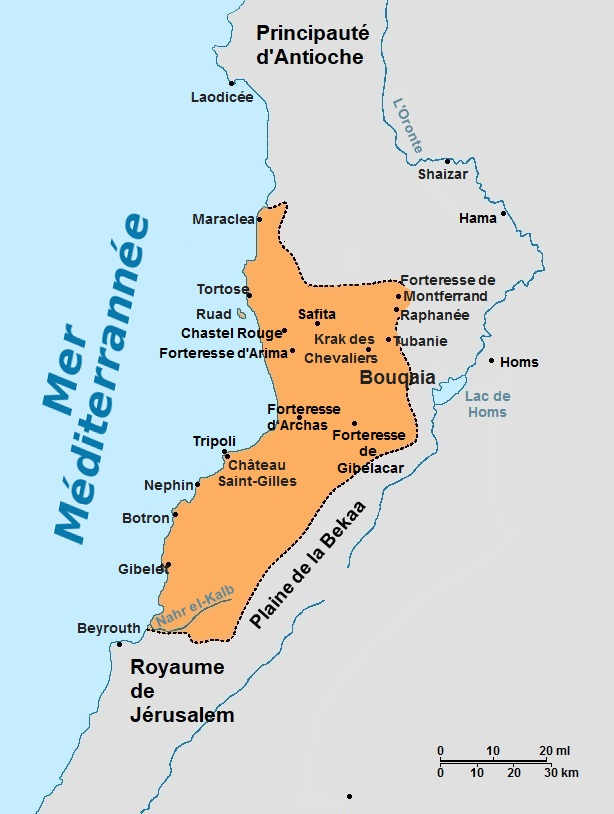
Localisation des principales villes du comté de Tripoli

Il arriva que le prince d'Antioche revendiquât la suzeraineté de ses voisins : Tancrède fut un temps le suzerain du comte de Tripoli Guillaume Jourdain.
Le comté se composait des fiefs suivants :
- Le comté de Tripoli proprement dit
- le comté de Montferrand
- les seigneuries de :
  - Besmedin
  - Boutron
  - Buissera
  - Calmont
  - Chastel Blanc
  - Chastel Rouge
  - Fontaines
  - Gibelacar
  - Gibelet
  - La Colée
  - Le Puy
  - Moinetre
  - Nephin
  - Raisagium Montanée
  - Saïda
  - Terra Galifa
  - Tokle
  - Tortose Maraclée
  - le Krak des Chevaliers